# Cercospora apii
Cercospora apii Fresen. – gatunek grzybów z klasy Dothideomycetes. Wywołuje chorobę o nazwie chwościk selera. Gatunek kosmopolityczny, występujący poza Antarktydą na wszystkich kontynentach, a także na wielu wyspach.

## Systematyka i nazewnictwo
Pozycja w klasyfikacji według Index Fungorum: Cercospora, Mycosphaerellaceae, Capnodiales, Dothideomycetidae, Dothideomycetes, Pezizomycotina, Ascomycota, Fungi.
Synonimy:

- Cercospora apii Fresen. 1863 f. apii
- Cercospora apii f. clerodendri Sobers & Martinéz 1967
- Cercospora apii f. dauci-carotae Ellis & Everh. 1890
- Cercospora apii Fresen. 1863 var. apii
- Cercospora apii var. boerhaviae (Canonaco) Siboe 1994
- Cercospora apii var. foeniculi Sacc. 1923
- Cercospora apii var. petroselini Sacc. 1886
- Cercospora boerhaviae Canonaco 1936
- Cercosporina apii (Fresen.) Miura 1928

Znana jest tylko anamorfa. Jeżeli występuje teleomorfa, to należy do rodzaju Mycosphaerella.
Cercospora apii po raz pierwszy opisany został przez Freseniusa w 1863 r., ale w ostatnich latach wykonano wiele badań molekularnych i genetycznych w obrębie rodzaju Cercospora. Skomplikowały one jego taksonomię. Wyniki badań wskazują, że bardzo liczne taksony opisane jako odrębne gatunki, to w istocie synonimy. W 2003 r. Crous i Brown utworzyli gatunek zbiorowy Cercospora apii sensu lato, do którego zaliczyli 281 morfologicznie nieodróżnialnych taksonów – w tym również Cercospora beticola wywołującego chorobę chwościk buraka. Sprawę komplikuje dodatkowo fakt, że chorobę chwościk selera wywołuje także Cercospora apiicola.

## Morfologia i fizjologia
Grzyb mikroskopijny zaliczany do grupy grzybów cerkosporoidalnych, pasożyt i saprotrof rozwijający się jako endobiont w tkankach roślin. Na porażonych roślinach powoduje plamistość liści. Plamy na liściach okrągłe do nieregularnych, czasami ograniczone żyłkami, szerokości 2–6 mm, później zlewające się w większe plamy, jasnobrązowe do dość ciemnych, często z ciemniejszym brzegiem. Sporulacja na obydwu stronach liści, ale bardziej obfita na dolnej powierzchni. W aparatach szparkowych porażonych roślin czasami tworzy podkładki o średnicy 10–50 μm. Zbudowane są z nabrzmiałych, oliwkowych strzępek o średnicy 2–6 μm. Wyrastają z nich pojedyncze lub liczące po kilka-kilkanaście sztuk pakiety konidioforów. Konidiofory takie wyrastają także bezpośrednio ze strzępek w głębszych warstwach tkanek. Wyrastają one również przez szparki aparatów szparkowych, albo przebijają kutykulę. Są zazwyczaj proste, rzadko tylko rozgałęziają się. Na ich szczycie znajdują się komórki konidiotwórcze wytwarzające konidia. Po oderwaniu się konidiów pozostają liczne blizny. Konidiofory mają bardzo zmienną długość; od 10 do 250 μm i szerokość od 2 do 8 μm. Cylindryczne konidia ze zwężającym się jednym końcem mają również zmienną długość od 97 do 188 μm i szerokość 4 do 5,1 μm.

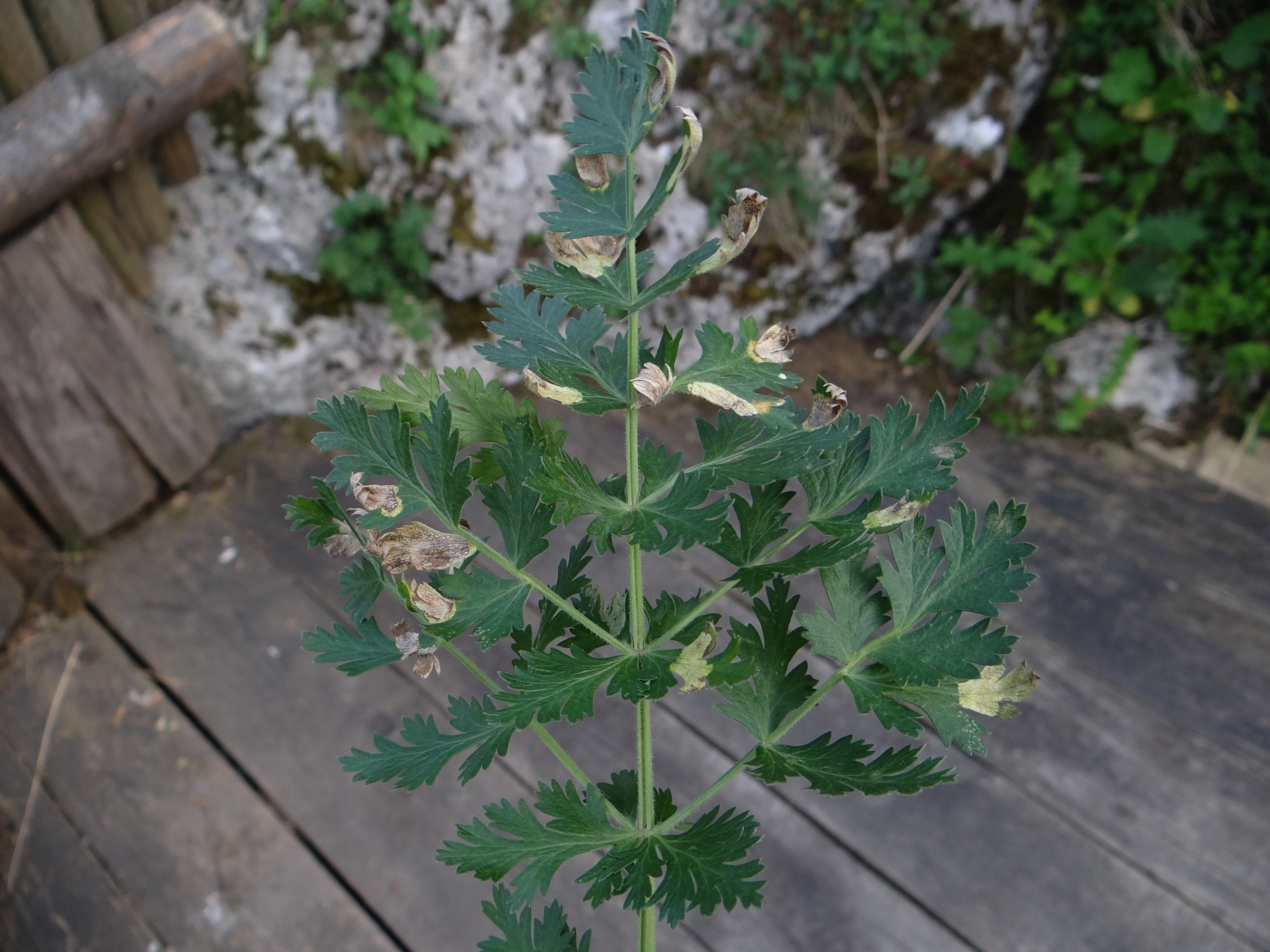
Porażone przez C. apii liście rośliny z rodziny selerowatych
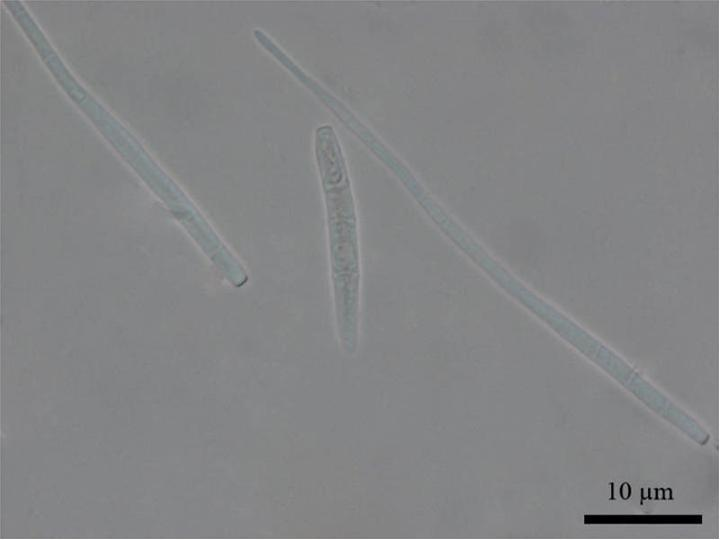
Konidiofory i konidia